# Kajetan Kraszewski
Kajetan Kraszewski (ur. 11 marca 1827 w Dołhem, powiat prużański, zm. 1 lipca 1896 w Starym Kuplinie) – polski literat, muzyk i astronom, ojciec Bogusława Kraszewskiego.

## Życiorys
Syn ziemian Jana i Zofii z Malskich Kraszewskich, młodszy brat Józefa Ignacego i Lucjana Kraszewskiego.
Był powieściopisarzem i dramatopisarzem, autorem szkiców historycznych (Ze wspomnień kasztelanica (1883, II wydanie: 1896), Generał Filip Hauman i rodzina Malczewskich (1888), Bartochowski(1889). Napisał historię rodu Kraszewskich (Monografia domu Kraszewskich vel Kraszowskich Jastrzębczyków (1862)), był autorem opowiadań obyczajowych (Chełmianie (1878), Od szkolnej ławy (1880), Z podań i szpargałów (1892), Tradycje kodeńskie (1893), Poturczeńcy (1895) i inne).
Był jednym z autorów haseł do 28 tomowej Encyklopedii Powszechnej Orgelbranda z lat 1859-1868. Jego nazwisko wymienione jest w I tomie z 1859 roku na liście twórców zawartości tej encyklopedii.
Był także astronomem, muzykiem i rysownikiem; amatorsko wykonywał również medaliony portretowe.